# Жеремі Альєдьєр
Жеремі Альєдьєр (фр. Jérémie Aliadière; нар. 30 березня 1983, Рамбує) — французький футболіст алжирського походження, нападник клубу «Лор'ян».

## Клубна кар'єра
Народився 30 березня 1983 року в місті Рамбує. Вихованець футбольної академії «ІНФ Клерфонтен» та юнацької команди лондонського «Арсенала».

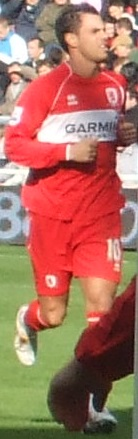
Альєдьєр під час виступів за «Мідлсбро». 2008 рік.

У дорослому футболі дебютував 2001 року виступами за «Арсенал», в якому провів чотири сезони, взявши участь у 18 матчах чемпіонату.
Не маючи достатньої ігрової практики, з 2005 року на правах оренди виступав за «Селтік», «Вест Хем Юнайтед» та «Вулвергемптон Вондерерз», після чого повернувся в «Арсенал», де провів ще один сезон, зігравши в 23 матчах в усіх турнірах.
19 червня 2007 року за 2 млн фунтів перейшов в «Мідлсбро». У новому клубі виступав три роки, ставши стабільним гравцем основного складу.
До складу клубу «Лор'ян» приєднався 5 липня 2011 року. За три сезони встиг відіграти за команду з Лор'яна 76 матчів в Лізі 1, після чого влітку 2014 року відправився в катарський «Умм-Салаль», але 2016 року повернувся в «Лор'ян».

## Виступи за збірну
Протягом 2003–2004 років залучався до складу молодіжної збірної Франції. На молодіжному рівні зіграв у 7 офіційних матчах, забив 1 гол.

## Титули і досягнення
- Чемпіон Англії (2): 2002, 2004
- Віце-чемпіон Англії (2): 2003, 2005
- Володар Кубка Англії (3): 2002, 2003, 2005
- Володар Суперкубка Англії (2): 2002, 2004
- Фіналіст Суперкубка Англії (2): 2003, 2005